# Charaxes couilloudi
Charaxes couilloudi är en fjärilsart som beskrevs av Jacques Plantrou 1976. Charaxes couilloudi ingår i släktet Charaxes och familjen praktfjärilar. Inga underarter finns listade i Catalogue of Life.